# Friedrich Hermann Sonnenschmidt
Friedrich Hermann Sonnenschmidt (* 12. November 1801 in Greifswald; † 10. November 1881 in Berlin) war ein deutscher Jurist und preußischer Oberappellationsrat. Unter seinen Vornamen Friedrich Hermann veröffentlichte er eigene Dichtungen.

## Leben
Friedrich Hermann Sonnenschmidt war der älteste Sohn des Georg Christian Sonnenschmidt (1766–1838), Obersachwalt von Schwedisch-Pommern und späterer Oberappellationsrat, und dessen Frau Katharina Elisabeth Droysen. Er besuchte von 1808 bis 1819 die Greifswalder Stadtschule. Bereits 1816 an der Universität Greifswald immatrikuliert, studierte er Rechtswissenschaften und Philosophie. 1822 ging er an die Universität Göttingen, wo Karl Friedrich Eichhorn, Johann Friedrich Ludwig Göschen, Gustav von Hugo und Georg Jacob Friedrich Meister seine Lehrer waren. Er wechselte 1823 an die Universität Heidelberg, um bei Anton Friedrich Justus Thibaut, Karl Salomo Zachariae, Karl Heinrich Rau und Johann Wilhelm Heinrich Conradi zu studieren. Nach einer mehrere Monate dauernden Fußreise durch die Schweiz und Italien schloss er sein Studium in Göttingen ab. 
Von 1824 bis 1829 war er Hilfsarbeiter an der Kommunaldeputation des Berliner Stadtgerichts und legte in dieser Zeit am Kammergericht drei juristische Prüfungen. Anschließend erhielt er eine Anstellung als etatmäßiger Assessor am Hofgericht in Greifswald. 1834 wurde er an das Oberlandesgericht Stettin versetzt und 1836 ging er als Oberlandesgerichtsrat an das Oberlandesgericht Köslin. Im folgenden Jahr wurde er als Oberappellationsrat an das Oberlandesgericht Greifswald berufen. 
In den Jahren 1849 bis 1850 nahm er an der Reorganisation der Justizbehörden in Neuvorpommern und Rügen teil. 1853 erfolgte seine Berufung an das Preußische Obertribunal. Hier gehörte er dem Vorstand der Redaktionskommission für die Entscheidungen des Obertribunals an. 
Anlässlich seines fünfzigjährigen Dienstjubiläums verliehen ihm die Universitäten in Greifswald und Berlin 1874 die juristische Ehrendoktorwürde. Außerdem wurde er mit dem Roten Adlerorden 2. Klasse ausgezeichnet. Ende 1874 wurde er in eine Kommission zur Neuregelung der Grundsteuer in den Provinzen Schleswig-Holstein, Hannover und Hessen-Nassau berufen. Am 1. Oktober 1879 trat er in den Ruhestand.
Friedrich Hermann Sonnenschmidt war Verfasser zahlreicher juristischer Schriften. Seit seiner Jugend interessierte er sich für Kunst und Poesie. 1841 gehörte er zu den Gründern des Kunstvereins für Neuvorpommern und Rügen. 1872 gab er einen Gedichtband und 1873 eine Übersetzung des Requiems. Ein längeres Gedicht über die Befreiungskriege konnte er vor seinem Tod 1881 nicht mehr vollenden.

## Schriften (Auswahl)
- Einige Bemerkungen über das Civil-Proceß-Verfahren in Neu-Vor-Pommern und Rügen und die bei der Redaction einer neuen Preußischen Gerichts-Ordnung etwa zu berücksichtigenden Vorzüge desselben vor dem jetzigen Proceß-Verfahren in den älteren Preußischen Provinzen. Koch, Greifswald 1839. (Digitalisat in der Digitalen Bibliothek Mecklenburg-Vorpommern)
- Ueber die Redaction eines allgemeinen deutschen Gesetzbuches und die in dieser Hinsicht dem Zoll-Vereine beizulegende Bedeutung. Koch, Greifswald 1843.
- Sammlung der für Neu-Vorpommern und Rügen in den Jahren 1802 bis einschließlich 1817 ergangenen Gesetze, Königlichen Schreiben, Regierungs-Phatente, Rescripta und sonstigen Bekanntmachungen und Verordnungen. 2 Bände. Königliche Regierungs-Hofbuchdruckerei, Stralsund 1844–1847.
- Katalog der Bibliothek des Königlich Preussischen Ober-Appellations- und höchsten Gerichts zu Greifswald. Königliche Regierungs-Hofbuchdruckerei, Stralsund 1844.
- Einige Worte zur Darlegung der Verwerflichkeit des Rechtsmittels der Nichtigkeits-Beschwerde im Preußischen Civil-Prozesse. Springer, Berlin 1868.
- Was ist von den Rechtsmitteln der Revision und der Oberrevision in dem Entwurfe einer deutschen Civilprozessordnung von 1872 zu halten? Eine Betrachtung Heymann, Berlin 1874.
- Praktische Erörterungen aus den Gebieten des preußischen und gemeinen Zivil- und Prozeßrechtes. Heymann, Berlin 1875.
- Neue praktische Erörterungen aus den Gebieten des preußischen und gemeinen Zivil- und Prozessrechtes. Bahlen, Berlin 1877.
- Geschichte des Königlichen Ober-Tribunals zu Berlin. Heymanns Berlin 1879.
- Ueber das Rechtsmittel der Revision nach der Civilprocessordnung für das deutsche Reich vom 30. Januar 1877. In: Zeitschrift für deutschen Zivilprozess. Bd. 2, 1880, ISSN 1610-4382, S. 421–469, online (PDF; 15,67 MB).